# Piqûre sauvage
Le phénomène des piqûres sauvages (également appelé agression à la piqûre, agression à la seringue ou encore piqûres en boîtes de nuit) est un phénomène initialement signalé au Royaume-Uni et en Irlande où des personnes, généralement des jeunes femmes, auraient été victimes d'une injection subreptice de produits non identifiés, supposément des sédatifs, généralement en boite de nuit, lors de festivals, en concert, mais aussi dans la rue. Certaines victimes ont présenté des symptômes tels qu'une sédation et une amnésie typiques des drogues du viol. Aucun résultat toxicologique vérifié n'a été publié montrant la présence d'agents incapacitants connus chez les victimes présumées. La prévalence de cas réels est inconnue et controversée, certains experts exprimant des doutes quant à la facilité avec laquelle de telles injections pourraient être effectuées sans que cela soit immédiatement évident pour la victime,,,,.

## Incidents
56 incidents d'agression à la piqûre ont été enregistrés en septembre et octobre 2021.
Selon VICE News, 274 cas ont été signalés entre septembre et novembre 2021 au Royaume-Uni auprès du National Police Chiefs Council (NPCC). Le NPCC a déclaré qu'aucun cas n'avait pu être confirmé.

### Royaume-Uni
À Nottingham, où 15 rapports de piqûres d'aiguilles ont été signalés en octobre, la police a identifié un cas où la blessure d'une victime « pourrait être compatible avec une piqûre d'aiguille ».
Trois hommes ont été arrêtés à Brighton et Eastbourne.
Dans le Yorkshire, des personnes retenues dans une boîte de nuit pendant deux heures à la suite d'allégations selon lesquelles deux femmes auraient été piquées à l'aide d'aiguilles.
En décembre 2021, le service de police du Nottinghamshire avait reçu 146 rapports de dopage présumé d'agressions avec des aiguilles. Neuf arrestations ont été effectuées mais aucun suspect n'a été inculpé par la suite.

### Irlande
En Irlande, la Garda Síochána a mené plusieurs enquêtes sur des agressions par aiguilles en octobre et novembre 2021. Le premier signalement connu de piqûre sauvage en Irlande remonte au 27 octobre lorsqu'une femme déclare avoir été piquée avec une aiguille dans une boîte de nuit de Dublin.

### Irlande du Nord
En Irlande du Nord, le PSNI a ouvert une enquête après qu'une femme a rapporté avoir été piquée avec une aiguille à Omagh le 6 novembre.

### Belgique
En mai 2022, il y aurait eu un incident d'injection d'aiguilles sur des supporters de football lors d'un match entre le KV Mechelen et le Racing Genk. Quatorze fans de football de la même section du stade ont ressenti une piqûre et sont ensuite tombés malades.
Plus récemment [Quand ?], dans la ville de Hasselt (Limbourg), vingt-quatre jeunes sont tombés malades au festival pour adolescents We R Young après ce que l'on pense être une série d'agression à la seringue. Il y a encore débat pour savoir s'il s'agit peut-être d'une psychose collective.

### Allemagne
En mai 2022, la musicienne australienne Zoè Zanias (en) de Linea Aspera affirme avoir été attaquée avec une seringue dans la discothèque Berghain à Berlin. Cette agression a entraîné chez elle une dépression respiratoire et une expérience « psychédélique »,.

### France
En novembre 2021, une jeune fille témoigne avoir été piquée et violée dans le centre ville de Lille.
Début juin 2022 et selon TF1, 500 signalements de piqûres sauvages ont été recensés depuis l'automne 2021. Mi-août, ce sont près de 1 000 cas qui sont recensés. À Toulon, une vingtaine de personnes porte plainte pour des piqûres sauvages. De nombreuses personnes se sont retrouvées au sol, prises d’un malaise. Des suspects sont identifiés dont une quinzaine d’entre eux possédant des aiguilles de deux centimètres. Un homme de 20 ans a été interpelé puis mis en examen et écroué. Des dépôts de plaintes ont lieu à la suite d'agressions à la seringue à Belfort et dans le Gers. Des agressions similaires ont été signalées à Nîmes, dans la métropole grenobloise, à Nantes, à Lyon un peu partout en France,. Deux cas ont permis de déceler des traces de GHB à Roanne et dans les Pyrénées orientales.
Au 25 juin 2025, 145 personnes, principalement des filles mineures on porté plainte pour des piqûres sauvages lors de la fête de la musique du 21 juin 2025, à travers plusieurs villes dans la France.

### Suisse
Lors de la Street Parade de l'été 2022, plusieurs jeunes femmes ont dit avoir été piquées avec des aiguilles par des inconnus dans la foule. La police municipale de Zurich a enquêté sur 10 cas possibles, mais a classé 9 d'entre eux, « notamment parce qu'aucun auteur n'a pu être identifié ». Une femme de 23 ans a été condamnée à une amende pour avoir induit la justice en erreur, car elle avait dit plusieurs fois à la police qu'elle avait été victime d'une telle attaque et qu'elle avait été soignée à l'hôpital. Elle avait fait ça « sciemment et volontairement ».

## Revendications sur les réseaux sociaux
Des allégations d'agression par injection à la seringue ont été diffusées sur les réseaux sociaux, aux côtés d'autres allégations d'utilisation de drogues du violeur dans des boissons,,.

## Risques
Le but de ces agressions reste début juin 2022 encore flou. Le contenu des seringues semble ne pas toujours être le même. Certaines drogues comme le GHB deviennent rapidement indétectables.
Il existe également des risques de transmission de certaines maladies, telles que l'hépatite B ou le VIH inhérentes à l’utilisation d’aiguilles non stériles.

## Réactions
Des inquiétudes ont été exprimées par des militants, des politiciens et des associations étudiantes. Le ministre britannique de l'Intérieur, Priti Patel, aurait demandé une mise à jour urgente de la police concernant ces incidents.

### Boycotts et contrôles plus sévères
En réponse, un certain nombre de femmes des villes universitaires ont décidé de boycotter certaines boîtes de nuit,. Les militants ont également appelé les boîtes de nuit à imposer des contrôles plus stricts à l'entrée. Une pétition en ligne sur la question a été adressée pour examen au Parlement anglais,.